# Phileas Fogg
Pour les articles homonymes, voir Fogg.
Phileas Fogg est le héros du Tour du monde en quatre-vingts jours, roman de Jules Verne paru en 1872.
Phileas Fogg en est le personnage central, à côté de son domestique et ancien acrobate de cirque Jean Passepartout, du détective de Scotland Yard Fix et de la jeune veuve indienne Aouda.

## Description
Phileas Fogg est longuement décrit dans les premières pages du roman. Il habite à Londres, au 7 Savile Row, la rue des tailleurs de luxe, dans une maison de ville "dans laquelle Sheridan mourut en 1814" et qui « sans être somptueuse, se recommande par son extrême confort ». Au début du roman, Fogg, à environ quarante ans, est fort bel homme. Célibataire, il vit seul avec son nouveau domestique, le Français Jean Passepartout, qui l'accompagne dans son périple. 
Gentleman, il porte le titre d'esquire et peut être situé, par son rang social dans l'upper middle class, la frange la plus aisée de la classe moyenne. Sa fortune se monte à environ 40 000 livres sterling, déposées à la banque Baring, dont il parie la moitié sur son tour du monde et dépense l'autre moitié en frais de voyage. Fogg ne pratique aucune activité professionnelle et Jules Verne prend un malin plaisir à énumérer les métiers qu'il n'exerce pas. C'est donc un pur rentier. Il apparaît également dépourvu de réseau social. Sa vie se résume dans la fréquentation du Reform Club, un club de gentlemen situé au sud de Pall Mall, connu pour les opinions libérales de ses membres, et dans la pratique du whist. On ne connaît rien de son passé ni de sa formation, même si l'on apprend au cours du roman « qu'il avait dû être marin ». 
Fogg est un héros de sang froid, méthodique, maniaque, caractérisé par un mode de vie d'une effrayante régularité pour laquelle Jules Verne le compare à une montre ou à un automate. Archétype du gentleman anglais vu par les Français du XIXe siècle, c'est un excentrique prêt à risquer toute sa fortune sur un pari risqué engagé avec ses partenaires de Whist : faire le tour du monde en quatre-vingts jours. Ainsi décrit, Phileas Fogg est en quelque sorte une allégorie du monde moderne en train d'émerger dans les années 1850-1870 : sa régularité rappelle celle des trains et des steamers qui partent à l'heure, arrivent à l'heure et permettent d'emprunter avec succès de multiples correspondances. Dans une certaine mesure, il se confond avec le seul livre qu'il emporte avec lui : le "Bradshaw's continental railway, steam transit and general guide", un indicateur des horaires chemins de fer et des paquebots. 
Tout le sel du roman consiste justement à confronter ce métronome avec les aléas du voyage. Au cours de celui-ci, Fogg révèle un autre visage : lorsqu'il fait l'aumône à une mendiante, avant de quitter Londres ; lorsqu'il sauve la vie de la belle Aouda du bûcher funéraire de son mari le maharadja, au risque de perdre son pari : lorsqu'il se lance à la recherche de Passepartout enlevé par les Sioux ; lorsqu'il perd son sang froid en boxant le détective Fix ; enfin lorsqu'il fait sa demande en mariage à sa belle Indienne. C'est ainsi, comme le dit Passepartout, « un homme de cœur ».
Selon certains, Fogg a pu avoir des modèles : par exemple, le milliardaire excentrique américain George Francis Train qui accomplit, en 1870, un tour du monde en quatre-vingts jours et se revendique par la suite comme l'authentique Phileas Fogg. Cependant Train, mort fou, a un caractère volcanique, au contraire de Fogg.

## Postérité

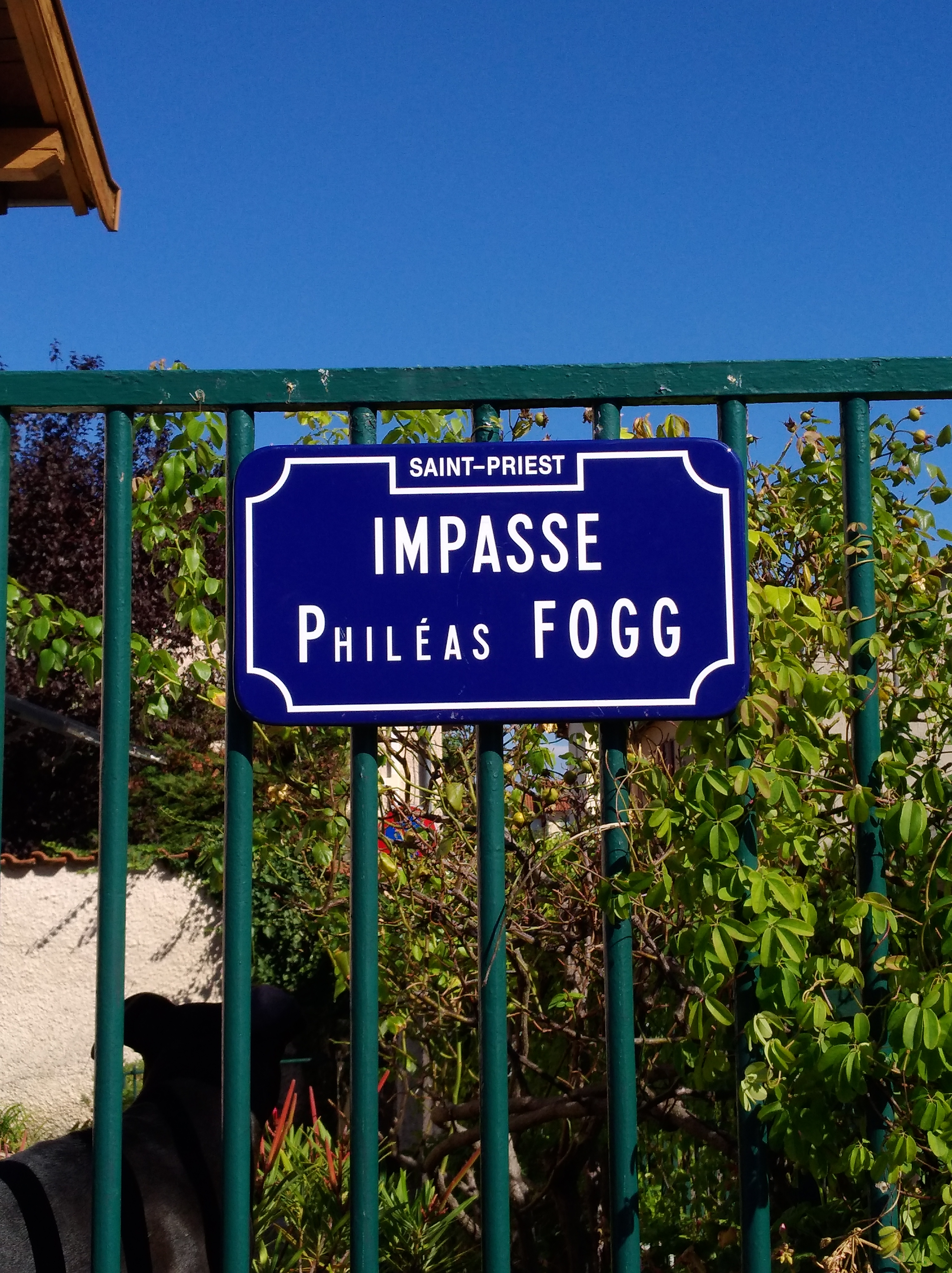
Plaque d'une impasse nommée d'après Phileas Fogg à Saint-Priest.

### Course aux records
Dès la fin du XIXe siècle, plusieurs personnes tentent de battre le record de Phileas Fogg. Dans un concours entre deux journalistes américaines lancé en 1889, Elisabeth Bisland boucle son tour du monde en 76 jours, Nellie Bly porte le record à 72 jours. Le romancier George Francis Train, dont le voyage autour du monde en 1870 a inspiré Jules Verne, abaisse le record à 67 jours en 1890.

### En littérature
En 1973, l'auteur de science-fiction Philip José Farmer propose une version parallèle et fantastique de la vie de Phileas Fogg, dont le voyage raconté par Jules Verne n'aurait été qu'une couverture :The Other Log of Phileas Fogg. Fogg, en réalité un extraterrestre Eridanéen y affronte Nemo, alias le professeur Moriarty, un extraterrestre capéléen, des années avant que celui-ci ne devienne l'adversaire de Sherlock Holmes.

### À l'écran
Phileas Fogg est incarné par plusieurs acteurs à l'écran :
- David Niven dans l'adaptation cinématographique du livre de 1956 ;
- Pierce Brosnan dans l'adaptation télévisée de 1989 ;
- Steve Coogan dans l'adaptation des studios Disney sortie en 2004 ;
- Michael Praed (en) dans The Secret Adventures of Jules Verne ;
- David Tennant dans l'adaptation télévisée Le Tour du monde en quatre-vingts jours en 2021.

Par ailleurs, le personnage de Phileas Fogg est doublé en français par Bernard Tiphaine dans le dessin animé Le Tour du monde en quatre-vingts jours, série des années 1980 dont les personnages sont des animaux anthropomorphes avec un Phileas Fogg en lion.